# Ode for St. Cecilia's Day

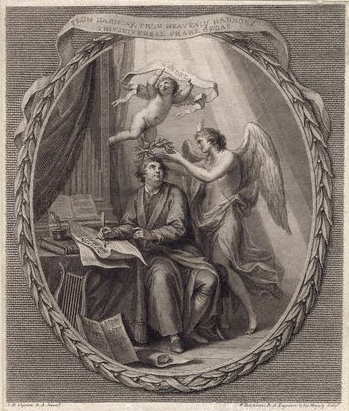
Sainte Cécile, sainte patronne des musiciens, déposant sur Haendel une couronne de laurier

L'Ode for St. Cecilia's Day (HWV 76) est une œuvre lyrique de Georg Friedrich Haendel qu'il composa en 1739 sur un poème éponyme - en anglais - de John Dryden écrit en 1687, exaltant le rôle de la musique dans l'harmonie de l'Univers. Le titre réfère à Sainte Cécile, sainte patronne traditionnelle des musiciens.
Cette composition (« Ode ») se situe à mi-chemin de la cantate et de l'oratorio, tant en ce qui concerne la durée que l'importance de l'effectif musical. Elle comprend des pièces instrumentales, des arias solistes et des chœurs.
La première représentation eut lieu le 22 novembre 1739, jour de la fête de Sainte Cécile au Theatre in Lincoln's Inn Fields de Londres.
Haendel avait déjà composé une autre œuvre sur le même thème, dont le texte était aussi de Dryden : l'ode Alexander's Feast.
Un très grand nombre de thèmes musicaux proviennent des Componimenti musicali, recueil de sept suites pour le clavecin de Gottlieb Muffat composées vers 1736.

## Structure
1. Ouverture: Larghetto e staccato—allegro—minuet
2. Récitatif (ténor): From harmony, from heavenly harmony
3. Chœur: From harmony, from heavenly harmony
4. Aria (soprano): What passion cannot music raise and quell!
5. Aria (ténor) and Chorus: The trumpet's loud clangour
6. Marche
7. Aria (soprano): The soft complaining flute
8. Aria (ténor): Sharp violins proclaim their jealous pangs
9. Aria (soprano): But oh! What art can teach
10. Aria (soprano): Orpheus could lead the savage race
11. Récitatif (soprano): But bright Cecilia raised the wonder higher
12. Grand chœur avec soprano : As from the power of sacred lays